# Funzione amministrativa
La funzione amministrativa, nel diritto, è l'attività concreta dello Stato rivolta a soddisfare bisogni collettivi in maniera diretta e immediata.

## Caratteristiche generali
La funzione amministrativa, in virtù del principio di separazione dei poteri, è attribuita ad uno dei poteri dello stato, quello esecutivo e, nell'ambito di questo, alla pubblica amministrazione. Eccezionalmente, però, funzioni amministrative possono essere attribuite anche ad organi di altri poteri dello stato, in deroga al principio di separazione dei poteri. Nell'ambito della pubblica amministrazione la funzione amministrativa può essere attribuita ad organi dello stato o di altri enti pubblici: si parla, più specificamente, di attribuzione con riferimento all'ente e di competenza con riferimento alla frazione dell'attribuzione all'ente che spetta ad un suo organo. Le funzioni sono individuate attraverso il criterio della materia, delle attribuzioni, dei fini o destinatari. La materia definisce il campo di operatività dell'amministrazione.

## Le pronunce giurisdizionali
Quando la legge o una sentenza riconoscono e proteggono ad esempio il diritto di proprietà, non per questo si può dire che soddisfano direttamente e immediatamente l'interesse del singolo a poter godere e disporre del proprio bene, ma forniscono solo le condizioni mediate affinché il soggetto stesso possa agire per conseguire le utilità pratiche idonee a soddisfare il proprio interesse.